# Reichsministerialblatt der inneren Verwaltung

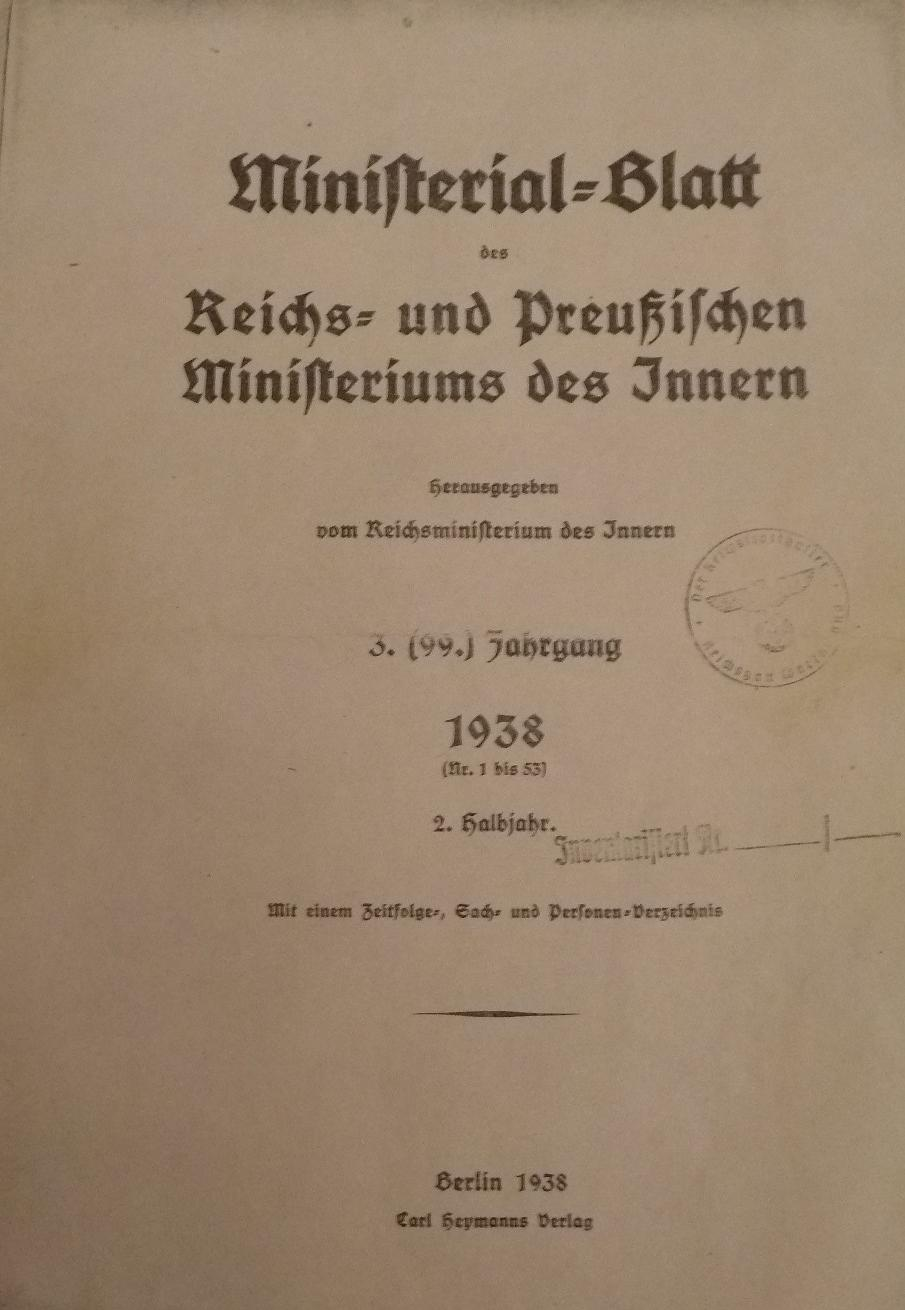
Titelseite des Reichsministerialblattes von 1938

Das Ministerial=Blatt des Reichs- und Preußischen Ministeriums des Innern  wurde im Deutschen Reich zur Zeit des Nationalsozialismus  von 1936 bis 1945 vom Reichsministeriums des Innern als Sammel-Nachschlagwerk für die nachgeordneten Dienststellen herausgegeben. Es veröffentlichte reichsweit relevante Erlässe und Vorgaben des Ministeriums für den gesamten Kompetenzbereich und allgemeine Bekanntmachungen aus den zeitnahen Veröffentlichungen. Zitiert wird jeweils mit der Abkürzung RMBliV., ab 1942 mit MBliV., sowie Angabe der Seitenzahl: RMBliV. S. xxx; MBliV. S.yyy.
Es ist nicht zu verwechseln mit dem ebenfalls vom Reichsministeriums des Innern herausgegebenen Zentralblatt für das Deutsche Reich, erschienen 1.1873–50.1922
ZDB-ID 200990-0, bzw. dem Reichsministerialblatt, erschienen 51.1923 - 73.1945,5(13.Apr.) ZDB-ID 200991-2.

## Geschichte
Das Ministerial=Blatt des Reichs- und Preußischen Ministeriums des Innern ging 1936 aus dem Ministerial-Blatt für die preußische innere Verwaltung hervor, welches 1840 als Ministerial-Blatt für die gesammte innere Verwaltung in den Königlich Preußischen Staaten gegründet worden war. 

## Gliederung und Inhalte
Das Ministerial=Blatt des Reichs- und Preußischen Ministeriums des Innern wurde in zwei Ausgaben herausgegeben.  
- Ausgabe A wurde zweiseitig bedruckt.
- Ausgabe B wurde nur einseitig bedruckt, um sie geeignet in der Aktenheftung zu verwenden.

Es bestand aus einem amtlichen und einem nichtamtlichen Teil. Im amtlichen Teil veröffentlichte der Reichsinnenminister Rechtsverordnungen wie Ausführungsverordnungen (AusfVO) zu Gesetzen, Verwaltungsvorschriften, Runderlasse, amtliche Bekanntmachungen und Dienstanweisungen. Weiterhin wurden in diesem Teil auch persönliche Angaben veröffentlicht. Im nichtamtlichen Teil erschienen Stellenausschreibungen der Gemeinden und Buchbesprechungen.